# Jugoslávská liga ledního hokeje 1962/1963
Sezóna 1962/1963 byla 21. sezónou Jugoslávské ligy ledního hokeje. Vítězem se stal tým HK Jesenice. Turnaj se konal ve dnech 26. prosince 1962 až do 22. března 1963.

## Konečná tabulka
1. HK Jesenice
2. OHK Bělehrad
3. HK Ljubljana
4. HK Crvena Zvezda Bělehrad
5. HK Kranjska Gora
6. HK Partizan
7. HK Spartak Subotica
8. KHL Medveščak